# Sabúrovka (Saràtov)
|  | Per a altres significats, vegeu «Sabúrovka». |

Sabúrovka (en rus: Сабуровка) és un poble de l'óblast de Saràtov, a Rússia, segons el cens del 2010 tenia 427 habitants. Pertany al districte municipal de Saràtov.